# 위표
위표(魏豹, ? ~ 기원전 204년)는 진나라 말기의 인물로, 위나라 왕실의 일족이며, 위구(魏咎)의 동생이다. 형이 죽은 후 위나라를 재건해 위나라 왕이 되었으며, 항우의 열여덟 제후왕 중 서위왕을 지냈다. 전한과 서초 사이를 오가다 전한의 공격을 받아 나라를 잃었고, 전한 고제의 명령으로 형양을 지켰으나, 배반한 전력 때문에 동료 주가와 종공에게 죽었다.

## 생애
위표는 위나라의 공자로 시황22년(기원전 225년) 위나라가 멸망당하자 가족들과 같이 왕족에서 평민으로 격하되었다 형 위구와 달리 위표는 군호를 받은 기록이 없는것으로 보아 위나라가 멸망할 때 어린 나이 였을것으로 추정된다.
이세 2년(기원전 208년) 음력 12월 진승·오광의 난 때 위표의 형 위구가 진나라를 탈출하여 진승의 부하장수 주불의 도움으로 위구가 위나라 왕이 되고 위표도 이 때 형과 동행한 것으로 보인다. 그러나 형이 위나라를 세울때 이미 진승의 군대는 장한에게 참패하고 초왕 진승마저도 살해당한다. 그리고 장한의 군대는 바로 다음해 1월 위나라 수도 임제를 포위하고 6개월간의 포위전 끝에 위왕 위구는 백성들을 위해 항복하고 본인은 분신자살한다. 이때 위표는 탈출해 초나라 동아지역으로 피신하고 초회왕 미심은 위표에게 지원군을 보내 위나라 방어를 돕는다.
이세 3년 음력 9월 위표는 초나라 지원군을 기반으로 평양(平陽 ; 지금의 산시 성 린펀 시)에서 다시 위나라를 선포하고 자신이 위왕에 오른다. 위왕 위표는 위나라 지역을 점령한 뒤 거록으로 군대를 몰아 거록에서 싸우는 항우군을 지원해 전공을 세운다 이후 항우의 군대에 합류해 진나라 본토로 진격해 멸망시킨다.
- 위표가 위왕이 된 시점이 〈위표팽월열전〉과 〈진초지제월표〉에서 차이를 보이고 있는데, 〈진초지제월표〉에서는 진 이세황제 2년 9월(기원전 208년)에 왕이 되었고, 이세황제 3년 12월(기원전 207년)에는 거록에서 포위된 조나라에 구원군을 보냈다고 서술하나, 〈위표팽월열전〉에서는 장한이 항우에게 항복하자 위나라의 이십여 성을 함락하고 위나라 왕이 되었다고 한다. 위나라 왕이 되고 조나라를 구원해 거록 싸움에 참여한 후, 항우와 함께 함곡관을 넘어 진나라를 멸했다. 이 공로로 항우에게서 왕으로 봉해졌으나,[1][2][3]

한왕원년(기원전 206년) 4월 항우가 제후왕들을 임명할 때 위표는 서위지역을 분봉받아 위왕이 된다. 위표는 항우를 도와 거록대전과 진나라 함락에 공을 세웠지만 항우는 동쪽 양지역을 항우 자신의 서초에 합병하고 남은 땅마저 나눠 은나라를 만들어 사마앙을 은왕에 임명하고 위표 자신은 서위지역만 다스리게 되었다. 항우의 이런 조치에 위표는 불만을 가졌는지 다음해인 한왕 2년(기원전 205년) 3월, 한왕 유방이 임진(臨晉, 지금의 웨이난 시 다리 현)에서 황하를 건너오자 장병들을 거느리고 유방에게 바로 귀순한다.
그러나 그해 4월 팽성 대전에 유방의 연합군이 대패하고 형양까지 후퇴하자,위표는 어버이의 병을 구실로 위나라로 돌아가자마자 황하의 나루를 끊고 서초 편으로 돌아서버린다. 한왕이 보낸 역이기의 설득해 보았지만 유방이 욕을 많이 한다는 이유를 들며 받아들이지 않았다.
- 일설에는 관상쟁이 허부가 후궁 박씨(후의 효문태후)가 천자를 낳을 것이라고 하자 스스로 천자가 되리라는 야망을 품고 중립으로 돌아선 것이었다.[6] 그리고 정작 위표의 후궁 박씨는 위표의 멸망후 유방의 후궁이 되어서 유방의 아들을 임신하는데 이 아이가 한나라의 천자인 한문제다.

위표의 배신에 한나라에서는 한신을 좌승상으로 삼고 조참과 관영을 딸려서 서위를 공격하자, 백직(柏直)을 대장으로 삼고 풍경과 항타(項它)에게 기병과 보졸을 맡겨서 포판(蒲坂, 지금의 윈청 시 융지 시)에 주둔해 황허를 끼고 임진에 주둔한 한군과 대치하며(포판과 임진은 황허를 끼고 서로 마주보고 있다) 한군이 건너오지 못하도록 막았다. 한신이 임진을 건너는 척 하고 몰래 임진보다 북쪽에 있는 하양(지금의 웨이난 시 한청 시)에서 황허를 건너 안읍을 습격하자 놀라서 맞아 싸웠다가 패했고 곡양에서 조참의 공격을 받아 동원까지 달아났으나, 9월 위표는 동원에서 사로잡혀 당시 한왕이 있던 형양으로 압송되었다. 유방은 위표를 폐위시키고 위표가 다스리던 서위의 국토는 한에 흡수되어 하동군·상당군·태원군으로 나뉘었다.
몇달뒤 형양에서 서초패왕 항우의 공격을 막다가 궁지에 몰리자 유방은 탈출하고, 어사대부 주가(周苛)·종공(樅公)과 함께 남아 성을 지켰다. 그러나 주가와 종공은 과거 위표가 배반한 왕이라 하여, 주가와 종공에게 죽었다. 이때 위표가 죽은 시점이 다른날짜에 두번기록되어있어서(한왕 4년 8월, 한왕 5년 4월)정확한 사망시점을 알기 어렵다.